# Wundersgut
Wundersgut (früher auch Hopfenhaus oder Münchsgut genannt) ist ein Gemeindeteil der kreisfreien Stadt Bayreuth im bayerischen Regierungsbezirk Oberfranken. Wundersgut liegt in der Gemarkung Bayreuth.

## Geografie
Die ehemalige Einöde bildet mit Hussengut, Schießhaus und Opelsgut eine geschlossene Siedlung im Nordwesten von Bayreuth.

## Geschichte
Wundersgut wurde in der ersten Hälfte des 19. Jahrhunderts auf dem Gemeindegebiet von Crottendorf gegründet. Am 1. April 1939 wurde Wundersgut nach Bayreuth eingegliedert.

### Einwohnerentwicklung
| Jahr      | 001861 | 001871 | 001885 | 001900 | 001925 | 001950 | 001961 | 001970 | 001987 |
| Einwohner | 4      | 7      | 5      | 5      | 4      | 7      | 5      | *      | *      |
| Häuser    |        |        | 1      | 1      | 1      | 1      | 1      |        | *      |
| Quelle    | [ 1 ]  | [ 2 ]  | [ 9 ]  | [ 10 ] | [ 11 ] | [ 12 ] | [ 13 ] | [ 14 ] | [ 15 ] |

## Religion
Wundersgut ist evangelisch-lutherisch geprägt und nach St. Georgen (Bayreuth) gepfarrt.